# Зборівський деканат УГКЦ
Зборівський деканат Тернопільсько-Зборівської архієпархії УГКЦ — релігійна структура УГКЦ, що діє на території Тернопільської області України.

## Історія
Зборівський деканат існував у структурі УГКЦ вже у XVIII столітті, належав до Львівської єпархії та складався із 40 парафій.

## Декани
Декан Зборівський — о. Володимир Шевців.

## Парафії деканату
| Парафії                                           | Населені пункти |
| ------------------------------------------------- | --------------- |
| Святого Димитрія                                  | с. Вовчківці    |
| Святого архістратига Михаїла                      | с. Годів        |
| Святого Димитрія                                  | с. Грабківці    |
| Воздвиження Чесного Хреста Господнього            | с. Гукалівці    |
| Вознесіння Господнього                            | с. Жабиня       |
| Святої Параскеви П'ятниці                         | с. Жуківці      |
| Івана Богослова                                   | с. Заруддя      |
| Блаженних Новомучеників українського народу       | м. Зборів       |
| Преображення Господнього                          | м. Зборів       |
| Різдва Пресвятої Богородиці                       | м. Зборів       |
| Різдва Пресвятої Богородиці                       | с. Івачів       |
| Пресвятої Трійці                                  | с. Йосипівка    |
| Покрови Пресвятої Богородиці                      | с. Калинівка    |
| Воскресіння Христового                            | с. Кальне       |
| Воскресіння Господнього                           | с. Кудинівці    |
| Різдва Пресвятої Богородиці                       | с. Лопушани     |
| Блаженного священномученика Миколая Чарнецького   | с. Млинівці     |
| Святого архістратига Михаїла                      | с. Монилівка    |
| Святого Юрія                                      | с. Мшана        |
| Собору Івана Хрестителя                           | с. Нище         |
| Святих чудотворців і безсрібників Косми і Дам'яна | с. Перепельники |
| Перенесення мощей святого Миколая                 | с. Плісняни     |
| Різдва Пресвятої Богородиці                       | с. Присівці     |
| Святої Параскеви                                  | с. Розгадів     |
| Покрови Пресвятої Богородиці                      | с. Славна       |
| Покрови Пресвятої Богородиці                      | с. Тустоголови  |
| Введення в храм Пресвятої Богородиці              | с. Храбузна     |
| Пресвятої Трійці                                  | с. Ярославичі   |